# Warunki środowiskowe (elektrotechnika)
Warunki środowiskowe, wpływy środowiska, wpływy zewnętrzne - są to miejscowe warunki w otoczeniu, których mają pracować urządzenia lub instalacje elektryczne.
Dla potrzeb ochrony przeciwporażeniowej przyjmuje się podział na warunki środowiskowe 1 i 2, to jest takie, przy których rezystancja wynosi co najmniej 1000 Ω i takie, przy których jest niższa od 1000 Ω. Dla każdych z tych dwóch rodzajów warunków środowiskowych przyjmuje się inne wartości napięcia dotykowego bezpiecznego UL. Napięcie bezpieczne w warunkach środowiskowych, przy których rezystancja ciała jest wyższa niż 1000 Ω wynosi 50 V dla prądu przemiennego o częstotliwości 15-500 Hz i 120 V dla prądu stałego. Kiedy rezystancja ciała jest niższa od 1000 Ω wartość napięcia bezpiecznego przy prądzie przemiennym wynosi 25 V, a dla prądu stałego 60 V. Oddzielną analizę zagrożenia przeciwporażeniowego stanowić będą szczególne warunki środowiskowe, do których mogą na przykład należeć zanurzenie ciała w wodzie lub praca wewnątrz zbiorników metalowych. W takich przypadkach napięcie bezpieczne będzie jeszcze niższe.